# Marie Laveau (Zagor)
Marie Laveau je izmišljeni lik iz stripa Zagor, utemeljen na istoimenoj povijesnoj osobi.

## Životopis

### Piratski dani
Marie je crnkinja i nikada nije razjašnjeno je li rođena slobodna ili kao robinja. Vjerojatno je od rođenja živjela u Louisiani, na jugu SAD-a. U mladosti se pridružila piratskoj posadi Jeanna Lafittea, te služila na njegovom brodu Pride (Ponos). U bandi je upoznala i Erica Lassallea te su njih dvoje postali ljubavnici. Kada su američke vlasti uspjele otjerati Lafittea iz New Orleansa, Lassale nije pošao s njim; odlučio je ostati i postati uvaženi građanin. Marie, iako željna pustolovina, odlučila je ostati uz Erica, ali on je nju odbacio, te se oženio bogatom bjelkinjom. Marie je kasnije otkrila da je Eric sudjelovao u uroti da se ubije Lafittea i otme njegovo zlato. Pride je uništen u jednoj laguni uz obalu, a Eric je svojim dijelom plijena s potopljenog broda kupio plantažu i postao uspješan poslovni čovjek. Tada ga je Marie počela mrziti i pripremati osvetu protiv njega.

### Vođa Vlandinga
S vremenom se Marie povezala s Vlandingima, crnačkim razbojnicima koji su plačkali plantaže po Louisiani. Od njih se naučila umijeću voodoo crne magije i postala njihov vođa. Skrivajući svoju mržnju prema Ericu, predstavljala se kao obična žena koja gata iz tarok karata. Odlazila je na skupa primanja u kuće bogataša, a kada bi otkrila položaje sefova s novcem i ostalih dragocjenosti, Vlandingi bi iste noći napadali i pljačkali te kuće. Eric je u međuvremenu dobio sina Jacquesa, i nakon 18 godina, Marie mu je dala drogu od koje je pao u komu. Vjerujući da mu je sin mrtav, Eric ga je pokopao, i Marie ga je ostavila živog u grobu sve dok nije izgubio um. Marie ga je kasnije izvukla iz groba i od njega napravila svog bezumnog poslušnog roba, zombija.
Mjesec dana poslije u obližnji grad Lafayette su stigli Zagor, Chico, Digging Bill i kockarica Gambit. Zagor je spriječio pljačku Vlandinga koja je bila u tijeku ali ga je jedan od njih zaustavio drogom. Lassalle je ugostio Zagora i njegove prijatelje ali je tražio od Marie da se pobrine za Zagora i liječi ga u slučaju da droga ima ozbiljne posljedice.
No Marie je dala Zagoru isti otrov koji je dala i Jacquesu, i vjerujući da je Zagor mrtav, prijatelji su ga pokopali u grobnici obitelji Lassalle. Već iste večeri, Marie je odvela Zagora u skrovište Vlandinga usred močvare, kako bi ga nagovorila da im se pridruži.